# Senkivka

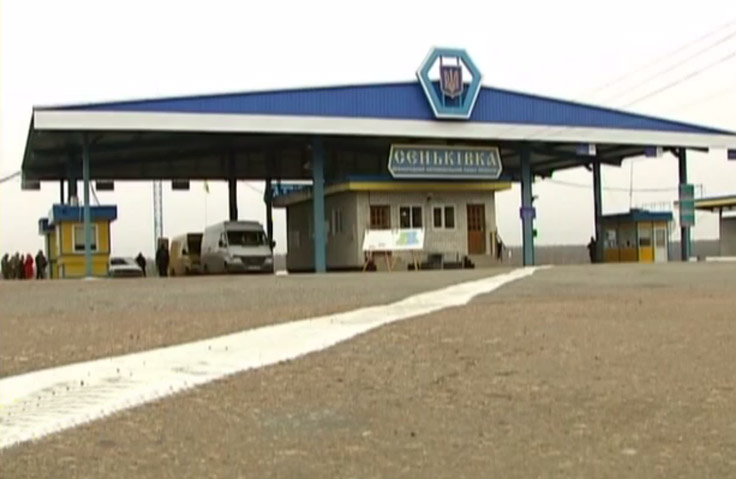
Puesto de control

Vista más cercana de la ubicación del cruce fronterizo de 3 vías

Senkivka (en ucraniano: Сеньківка) es un triple cruce fronterizo (trifinio) de Ucrania con Rusia y con Bielorrusia, justo al norte de la aldea de Senkivka, en el Raión de Chernígov, Óblast de Chernígov.
Senkivka es el lado ucraniano del tripunto fronterizo Novye Yurkovichi – Senkivka – Vesyalowka.

## Descripción
El puesto de control/cruce está situado en la carretera P13. Al otro lado de la frontera en el lado ruso está el puesto de control fronterizo Novye Yurkovichi ubicado cerca del pueblo homónimo (Óblast de Bryansk) mientras en el lado bielorruso está el puesto de control fronterizo de Vesyalowka.
El tipo de cruce es automovilístico, estatus - internacional. Los tipos de transporte para los cruces de automóviles son pasajeros y carga.
El puerto de entrada es parte del puesto aduanero de Senkivka de la aduana de Chernígov.

## Puntos de interés
En 1975 aquí se erigió una estela llamada "monumento de la amistad (tres hermanas)" (en ruso: монумент Дружбы ("Три сестры"), monumento Druzhby ("Tri sestry"); 52°06′44″N 31°46′53″E / 52.112139, 31.781492) donde en junio de cada año se llevan a cabo varias festividades entre los pueblos de la República de Bielorrusia, Ucrania y la Federación Rusa. El monumento se encuentra a unos 0,5 km (0,3 mi) norte del puesto de control.
El 9 de noviembre de 2012 en Senkivka se instaló el primer puesto fronterizo de la Frontera Estatal de Ucrania con la Federación Rusa. El primer puesto fronterizo de la frontera estatal de Ucrania con Bielorrusia se instaló el 13 de noviembre de 2014.
En 2014, el acceso a los festivales a través de Vesyalowka y Novye Yurkovichi se cerró para los visitantes ucranianos.